# Gongylidiellum kathmanduense
Gongylidiellum kathmanduense là một loài nhện trong họ Linyphiidae.
Loài này thuộc chi Gongylidiellum. Gongylidiellum kathmanduense được Jörg Wunderlich miêu tả năm 1983.